# Heneicosan
Heneicosan ist eine organische chemische Verbindung aus der Gruppe der höheren Alkane. Es kommt in Erdöl und anderen natürlichen Kohlenwasserstoff-Substanzen vor, aber auch in Pflanzen.

## Vorkommen

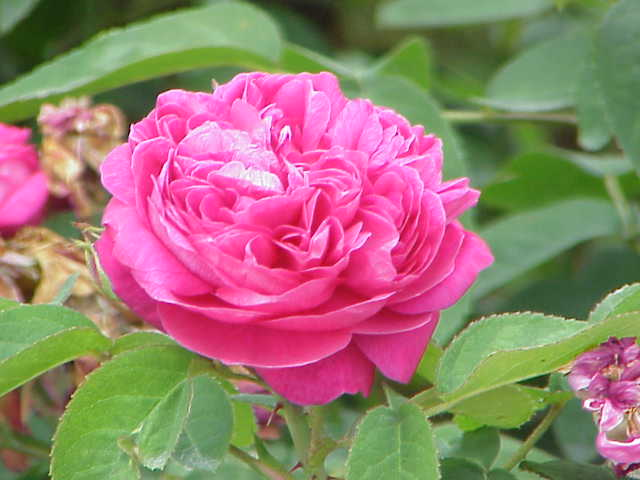
Das Öl aus Rosa damascena enthält Heneicosan

Heneicosan kommt in Erdöl und Ozokerit vor und ist eine der Hauptkomponenten von Paraffinwachs. Das Mineral Evenkit besteht überwiegend aus Alkanen. Deren Kettenlänge beträgt 19 bis 28. Hauptkomponente ist das Tricosan, Heneicosan macht ein mäßig großen Anteil aus. Heneicosan ist außerdem ein Bestandteil des Wachses der Cuticula von Pflanzen. Deren Zusammensetzung unterscheidet sich stark zwischen Pflanzen, sowohl was den Anteil an Alkanen angeht, als auch deren Kettenlänge. Heneicosan macht im Allgemeinen einen geringen Anteil aus, Hauptkomponenten sind meist längere Alkane, beispielsweise Nonacosan. Heneicosan ist eine der Hauptkomponenten von Rosenöl aus Rosa damascena. Gemäß Analysen mittels Gaschromatographie-Massenspektrometrie kommt Heneicosan möglicherweise auch in ätherischen Ölen aus den Knospen von Bitterorangen und den Blüten der Färberdistel (Carthamus tinctorius) vor.

## Eigenschaften

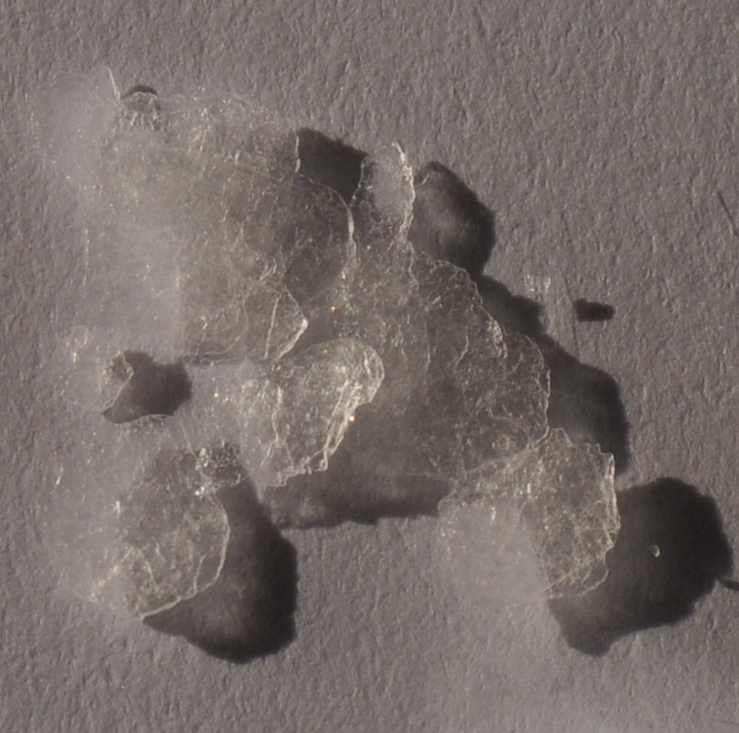
Heneicosan

Heneicosan ist ein weißer Feststoff, der praktisch unlöslich in Wasser ist.

## Verwendung
Heneicosan kommt in Kerzen und Bitumen vor. Dieseltreibstoff enthält unter anderem Alkane, die meist eine Kettenlänge zwischen neun und 24 aufweisen, wozu auch Heneicosan gehört.